# 美谷島邦子
美谷島 邦子（みやじま くにこ、1947年 - ）は、日本の精神保健福祉士、栄養士。NPO法人 沙らの木 理事長、8・12連絡会 事務局長、一般社団法人いのちを織る会代表。東京都出身。

## 経歴
大学時代に栄養学を学んだ後専業主婦となり、3人の子供を育てながら地域のボランティア活動や精神障害者支援に携わる。
1985年の日本航空123便墜落事故で一人旅の最中にあった小学3年生の次男を亡くし、事故から4ヶ月後の12月に遺族会「8・12連絡会」を立ち上げ事務局長として被害者支援と事故原因究明を求めるべく関係機関への要望活動等に取り組んでおり、事故の再発防止を目指し「命を活かす」ことを最大の目標に位置づけ事故残骸の保存を訴え日本航空安全啓発センターの設置を実現させる。
信楽高原鐵道列車衝突事故・中華航空140便墜落事故・JR福知山線脱線事故の遺族とともに国へ被害者支援の要望を行うなど、「どう生きるのかがわからなくなる、愛する者を亡くした人は皆同じ」との思いから他の事件・事故・災害の遺族支援にも協力し、学校・航空会社・国土交通省等で命の大切さや航空の安全を訴える講演を行っている。
8・12連絡会の活動で遺族からの悲痛な電話に寄り添ったことをきっかけにいのちの電話の相談員も務め、夫の弟が統合失調症で苦しんでいたこともあり「人の話を聴く場所が必要とされている」との思いから1999年にはNPO法人を設立し精神障害者への支援や就労支援施設の運営を行い、55歳で精神保健福祉士の資格を取得し保護司の活動も行う。
2015年には国土交通省の公共交通事故被害者等支援アドバイザーに就任。2016年に「いのちを織る会」代表に就任。

## 著書
- いつまでもいっしょだよ 日航ジャンボ機御巣鷹山墜落事故で逝った健ちゃんへ（扶桑社 1988年 ISBN 978-4594003265）
- 御巣鷹山と生きる 日航機墜落事故遺族の25年[2]（新潮社 2010年 ISBN 978-4103254218）
- けんちゃんのもみの木（絵：いせひでこ[9] ビーエル出版 2020年 ISBN 978-4776409762）

編集（8・12連絡会名義）
- おすたかれくいえむ（毎日新聞社 1987年 ISBN 978-4620305639）
- 再びのおすたかれくいえむ（毎日新聞社 1991年 ISBN 978-4620308043）
- 茜雲 総集編 日航機御巣鷹山墜落事故遺族の二〇年[2]（本の泉社 2005年 ISBN 978-4880239156）
- 旅路 真実を求めて [8.12連絡会]21年の歩み1985-2006[2]（上毛新聞社 2006年 ISBN 978-4880589589）
- 茜雲 日航機御巣鷹山墜落事故遺族の30年（本の泉社 2015年 ISBN 978-4780712360）

## 演じた女優
- 原田美枝子（2005年・フジテレビ 金曜エンタテイメント「8・12日航機墜落 20年目の誓い～天国にいるわが子へ～」）
- 清水美沙（2009年・映画「沈まぬ太陽」） - 美谷島をモデルとした「小山田修子」役
- 麻生祐未（2016年・WOWOW ドラマW「沈まぬ太陽」） - 美谷島をモデルとした「杉内芳美」役
- 舟木幸（2018年・フジテレビ「直撃!シンソウ坂上 2時間SP～日航123便からのメッセージ・33年目の真相～」）